# Nathaniel Parker
Nathaniel Parker (Londen, 18 mei 1962) is een Engelse acteur vooral bekend als inspecteur Lynley in de The Inspector Lynley Mysteries, in de BBC televisieserie gebaseerd op de boeken van Elizabeth George.

## Biografie
Parker is een zoon van de voormalige British Rail-bestuurder Sir Peter Parker en zijn vrouw Dr. Jill Parker. Parkers broer is de filmregisseur Oliver Parker. 
Parker kreeg zijn opleiding aan de Fox Primary School, Colet Court en Leighton Park School in Reading, Berkshire, en besloot op achtjarige leeftijd al dat hij het beroep van acteur prefereerde. 
Hij bezocht het National Youth Theatre en na het volgen van lessen aan de London Academy of Music and Dramatic Art werd Parker medewerker van de Royal Shakespeare Company. 
In 1989 speelde hij Wilfred Owen in Derek Jarmans filmbewerking van War Requiem, waarin ook Sir Laurence Olivier optrad als een oude soldaat in zijn laatste rol voor zijn overlijden.
Parker is ook bekend van verschillende televisieseries, zoals David in de serie over de bijbel (2003), Harold Skimpole in het BBC 1-drama Bleak House (2005), Rawdon Crawley in een BBC-versie van Vanity Fair (1998) en Gabriel Oak in de ITV-productie van Far from the Madding Crowd (1997) en als advocaat in A Confession in 2019.
In 2003 speelde hij Edward Gracey in Disneys filmbewerking van The Haunted Mansion. In 2011 start de miniserie Injustice met Parker in een rol als de verdachte Martin Newall.
Parker is getrouwd met actrice Anna Patrick. Het stel woont in Londen met hun kinderen Angelica (1996) en  Raphaella  (1998).